# Kost Łewycki
Kost Łewycki (ukr. Кость Левицький/Kost' Łewyćkyj, ur. 18 listopada 1859 w Tyśmienicy, zm. 12 listopada 1941 we Lwowie) – premier Zachodnioukraińskiej Republiki Ludowej, adwokat, ukraiński parlamentarzysta, publicysta, polityk, działacz państwowy i społeczny. Członek honorowy Towarzystwa Naukowego im. Szewczenki i Towarzystwa Proswita.

## Życiorys
Urodził się w rodzinie kapłana greckokatolickiego ks. Antona Łewyckiego (1832–1909) herbu Rogala, proboszcza m.in. w Niżniowie. Ukończył C.K. gimnazjum w Stanisławowie a następnie Wydział Prawa Uniwersytetu Lwowskiego. Współzałożyciel i sekretarz Ukraińskiej Partii Narodowo-Demokratycznej. W latach 1898–1939 był dyrektorem Krajowego Związku Kredytowego (później Centrobanku). Od 1904 – pierwszy przewodniczący rady Krajowego Związku Rewizyjnego.
Od lat 90. XIX w. był adwokatem we Lwowie. Był współzałożycielem pierwszego czasopisma prawniczego wydawanego po ukraińsku „Czasopys Prawnycza”. W latach 1928–1939 r. był redaktorem naczelnym czasopisma prawniczego wydawanego we Lwowie po ukraińsku „Żittia i prawo”. Kancelarię adwokacką prowadził pod szyldem ukraińskim i polskim jako „Dr Konstanty Lewicki” – w latach 30. XX w. pod adresem Podwale 7 we Lwowie.
W 1900 bez powodzenia kandydował na posła na wyborach do austriackiej Rady Państwa w Wiedniu X kadencji z IV (wiejskiej) kurii w okręgu wyborczym Nr XVII Lwów–Gródek–Jaworów, gdy zwyciężył go Teofil Merunowicz.
W 1914: został odznaczony Krzyżem Komandorskim Orderu Leopolda, przewodniczył Głównej Radzie Ukraińskiej, a potem Ogólnej Radzie Ukraińskiej w Wiedniu.
Premier Zachodnioukraińskiej Republiki Ludowej (ZURL) od 13 listopada 1918 do 4 stycznia 1919. Po przegranej wojnie polsko-ukraińskiej wyemigrował do Wiednia, był członkiem emigracyjnego rządu Sydora Hołubowycza. W 1924 powrócił z emigracji do Lwowa.
Działacz Ukraińskiego Zjednoczenia Narodowo-Demokratycznego (UNDO). Aresztowany 30 września 1939 przez NKWD we Lwowie, skazany na pięć lat łagru, przez 14 miesięcy więziony na Łubiance i w Butyrkach. Zwolniony w 1941, powrócił do Lwowa. Po ataku III Rzeszy na ZSRR, zajęciu Lwowa przez Wehrmacht i proklamacji niepodległości Ukrainy stanął na czele utworzonej 6 lipca 1941 Rady Seniorów, przekształconej 30 lipca w Ukraińską Radę Narodową.
Pochowany na cmentarzu Janowskim.